# Ведель-Ярлсберг, Герман
Граф Ю́хан (Иога́нн) Каспа́р Ге́рман Ве́дель-Я́рлсберг (норв. Johan Caspar Herman Wedel Jarlsberg) (21 сентября 1779, Монпелье, Королевство Франция — 27 августа 1840, Висбаден, герцогство Нассау, Германский союз) — норвежский государственный деятель. Министр финансов Норвегии (1814—1822). Президент стортинга (1824, 1827, 1828, 1830). Генерал-губернатор Норвегии (1836—1840). Двоюродный дед известного путешественника Фритьофа Нансена.

## Биография

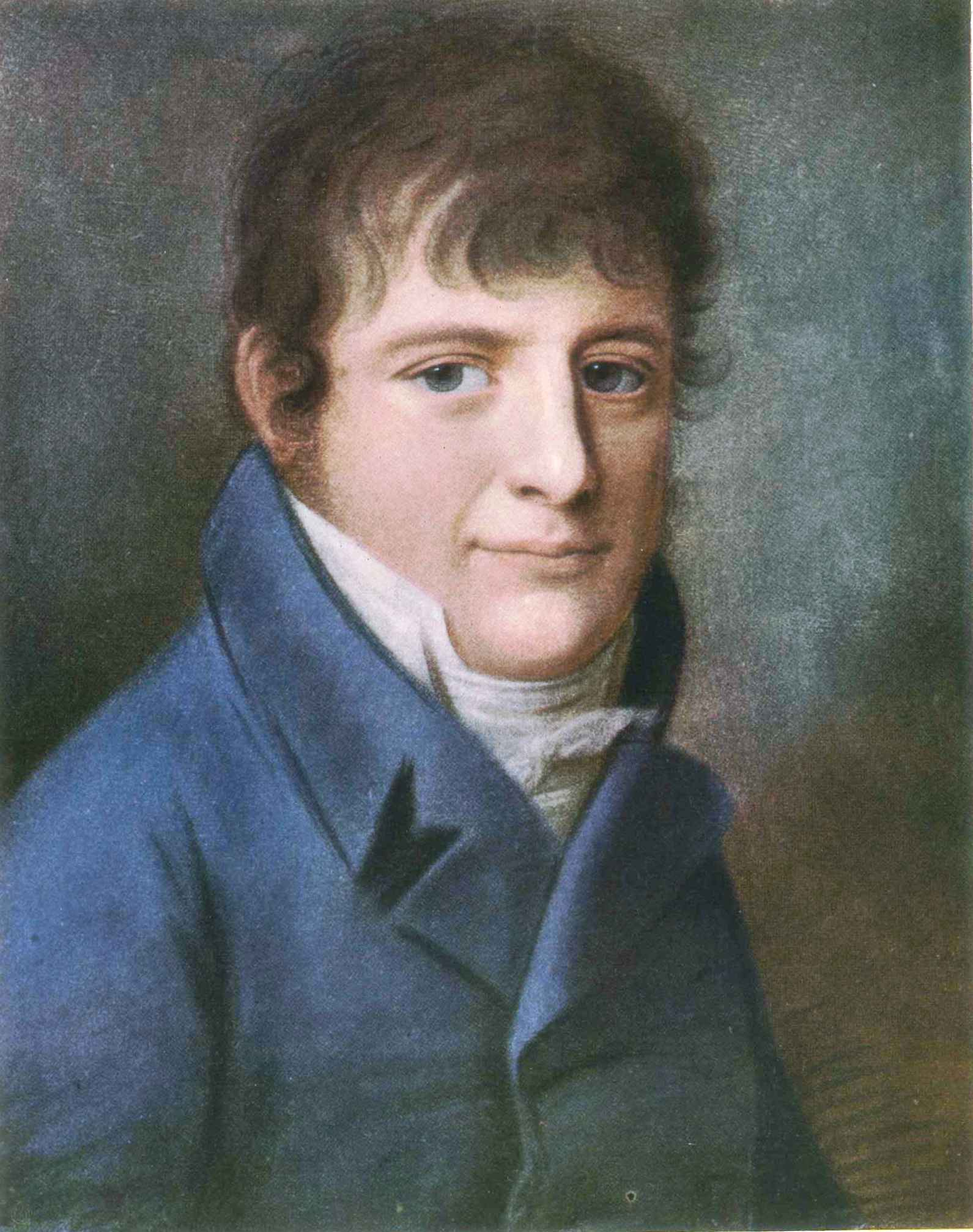
Портрет работы норвежского художника Кристиана Хорнемана. 1805 год.

Родился 21 сентября 1779 года в Монпелье. Принадлежал к графскому роду Ведель-Ярлсбергов — датской ветви древнего германского рода Ведель. Отец — Фридрих Антон Ведель-Ярлсберг (1748—1811) — датско-норвежский военачальник и дипломат, мать — Катарина фон Сторм (1756—1802), дочь военачальника Каспара Германа Сторма. Младший брат Германа, Фердинанд Карл Мария Ведель-Ярлсберг стал впоследствии военачальником, в 1836—1840 годах был командующим Армией Норвегии. Другой брат, Кристиан Фредерик Вильгельм Форнебю Ведель-Ярлсберг — дед известного путешественника Фритьофа Нансена по матери. В России именем этого рода назван районный центр Вейделевка.
Вырос и получил воспитание в Лондоне, где его отец был на дипломатической службе. В 1794—1798 годах учителем Германа был Фридрих Август Ницш, ученик Иммануила Канта. В июне 1799 года Герман и его брат были вынуждены бежать из дома из-за тяжёлого характера отца, часто проявлявшего агрессию к детям. Прибыв в Эдинбург, они сели на корабль до Копенгагена, где уже несколько лет жила их мать, также сбежавшая от мужа. Герман поступил на юридический факультет Копенгагенского университета, который окончил в 1801 году.
В 1806 году поступил на государственную службу, став губернатором норвежской провинции Бускеруд. Во время англо-датской войны 1807—1814 годов командовал собранным им особым отрядом, затем в 1807 году возглавил государственную продовольственную комиссию. В 1808—1810 годах был членом Правительственной комиссии. Зарекомендовал себя как убеждённый сторонник отделения Норвегии от Дании и её унии со Швецией.
При избрании в 1810 году в Швеции нового короля рассматривался в качестве возможного претендента на шведский престол, на риксдаге в Эребру получил несколько голосов городского и сельского сословий. В 1811 году стал одним из инициаторов создания Университета Кристиании.
В 1814 году был избран депутатом Учредительного собрания Норвегии, где представлял свои семейные владения — графство Ярлсберг. После того, как по Кильскому мирному договору Дания отказалась от Норвегии в пользу Швеции, возглавил в Учредительном собрании так называемую Партию унии — группу депутатов, выступавших за унию Норвегии со Швецией. Как лидер Партии унии вошёл в состав конституционного комитета Учредительного собрания, который выработал ныне действующую Конституцию Норвегии.
После того, как Шведско-норвежская уния была заключена, стал ближайшим советником шведского короля Карла XIV Юхана по норвежским делам. В 1814—1822 годах был министром финансов Норвегии. Обладал на этом посту влиянием большим, чем шведские генерал-губернаторы и премьер-министр Норвегии Педер Анкер (его тесть), которым он формально подчинялся: в норвежской историографии правительство тех лет традиционно зовётся правительством Ведель-Ярлсбега Сумел стабилизировать финансовую систему Норвегии, однако в итоге был вынужден подать в отставку из-за расхождения во взглядах с королём.
В 1824 году был избран в стортинг, где заседал до 1832 года; в 1824, 1827, 1828 и 1830 годах избирался президентом стортинга.
В 1836 году сумел восстановить прежние отношения с королём, после чего был назначен генерал-губернатором Норвегии. На этом посту пользовался, за свои личные качества, немалой популярностью среди норвежцев. Его сменил на этом посту Северин Лёвеншельд. 
Умер 27 августа 1840 года в Висбадене.

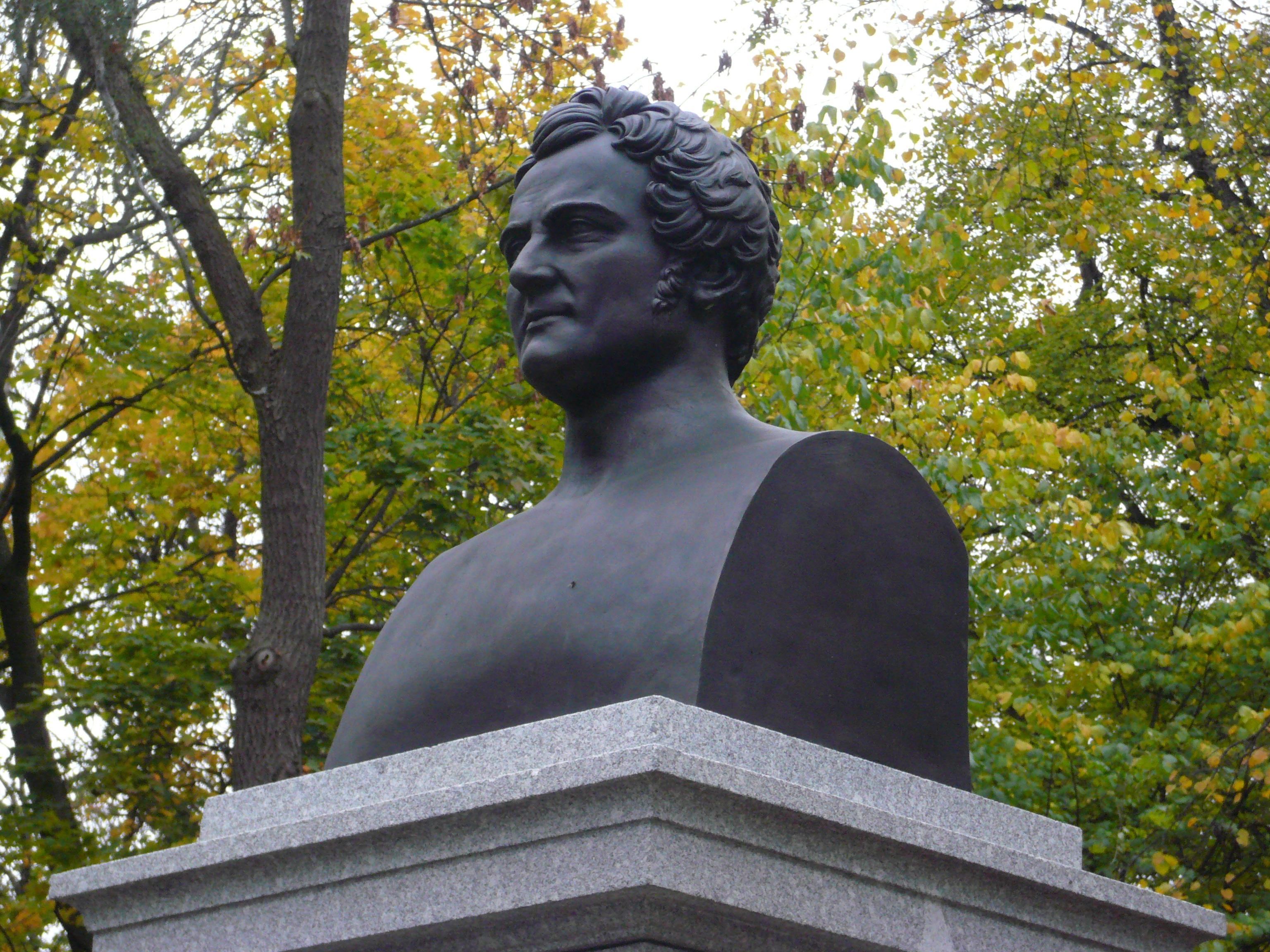
Бюст в Осло

## Личная жизнь
В 1807 году Герман Ведель-Ярлсберг женился на Карен Анкер (1789—1849), дочери крупного землевладельца Педера Анкера. В их семье было двое детей:
- Харальд[нюнорск] (1811—1897) — землевладелец и политик, мэр города Берум, член стортинга от Ахерсхуса.
- Герман-младший (1818—1888).

После смерти отца унаследовал фамильное поместье Ярлсберг. В 1812 году перестроил его в стиле ампир и разбил вокруг него несколько парков

.

## Награды
- орден Серафимов — 11 мая 1825 года.